# Kunheim
 Kunheim  (en alsacià Kuene) és un municipi francès, situat a la regió del Gran Est, al departament de l'Alt Rin. L'any 2002 tenia 1.720 habitants.

## Demografia
| 1962 | 1968 | 1975  | 1982  | 1990  | 1999  |
| ---- | ---- | ----- | ----- | ----- | ----- |
| 600  | 752  | 1.035 | 1.179 | 1.113 | 1.569 |

## Administració
| Període   | Identitat     | Partit |
| --------- | ------------- | ------ |
| 1971-2008 | Raymond Gantz |        |
| 2008-     | Eric Scheer   |        |

## Agermanaments
- Castèlgelós